# Phorocera angustiforceps
Phorocera angustiforceps là một loài ruồi trong họ Tachinidae.